# Chiesa di San Rocco (Bissone)
La chiesa-oratorio di San Rocco è un edificio religioso che si trova a Bissone, in Canton Ticino.

## Storia
In loco sorgeva una struttura di origine medievale, che venne sostanzialmente rimaneggiata nel 1630 per andare incontro al gusto barocco dell'epoca, su progetto di Costante Tencalla.

## Descrizione
La chiesa si presenta con una pianta ad unica navata sovrastata da una volta a botte lunettata; il coro ha invece un soffitto a crociera. Nei fianchi della navata si aprono alcune cappelle laterali.
La chiesa conserva elementi di arredo databili tra il Seicento e il Settecento.